# T9

de letters op de toetsen van een GSM-toestel

T9, ook wel predictive text genoemd, staat voor  Tekst op 9 toetsen en is een techniek voor mobiele telefoons en sms die bedoeld is om makkelijk en snel woorden in te toetsen. Het werd ontwikkeld door Tegic Communications.
In tegenstelling tot de voorganger multi-tap moet hier gewoon één keer op de toets van de gewenste letter gedrukt worden. Na de laatste letter van het woord dient een korte pauze ingelast te worden. Om het woord 'hallo' in te toetsen, worden achteenvolgens de volgende toetsen ingedrukt: 4 (GHI), 2 (ABC), 5 (JKL), 5 (JKL), 6 (MNO). Het T9-systeem zoekt in de ingebouwde woordenlijst naar woorden die 'passen' op de ingedrukte toetsen en kiest het juiste woord. Indien van toepassing wordt eerst een aantal suggesties getoond waaruit gekozen kan worden; zo past de combinatie 2-2-5 zowel op 'bak' als op 'bal'.
Het voordeel van T9 is dat er meestal minder toetsen nodig zijn om een woord in te toetsen. Het nadeel is dat de woordenlijst vaak beperkt is, waardoor minder vaak gebruikte woorden en eigennamen niet op deze manier in te toetsen zijn. Ook kan het voorkomen dat een toetscombinatie volgens het systeem maar één woord kan betekenen (het toont in dat geval geen suggesties) terwijl de gebruiker toch een ander woord bedoelde. De vreemde teksten die hiervan het gevolg kunnen zijn, waren in 2007 de inspiratie voor de "goeiemoggel"-reclames van KPN. In Jonathan Safran Foers roman Extremely Loud & Incredibly Close (2005) komt een telefoon'gesprek' voor dat geheel in T9 wordt gevoerd.